# اندیس سیاجکول
سیاجکول یک اندیس فلزی است که در حوالی شهر لادیز استان سیستان و بلوچستان قرار دارد و مادهٔ معدنی موجود در آن، مس است.  